# Collomia grandiflora
Collomia grandiflora là một loài thực vật có hoa trong họ Polemoniaceae. Loài này được Douglas mô tả khoa học đầu tiên năm 1828.

## Hình ảnh

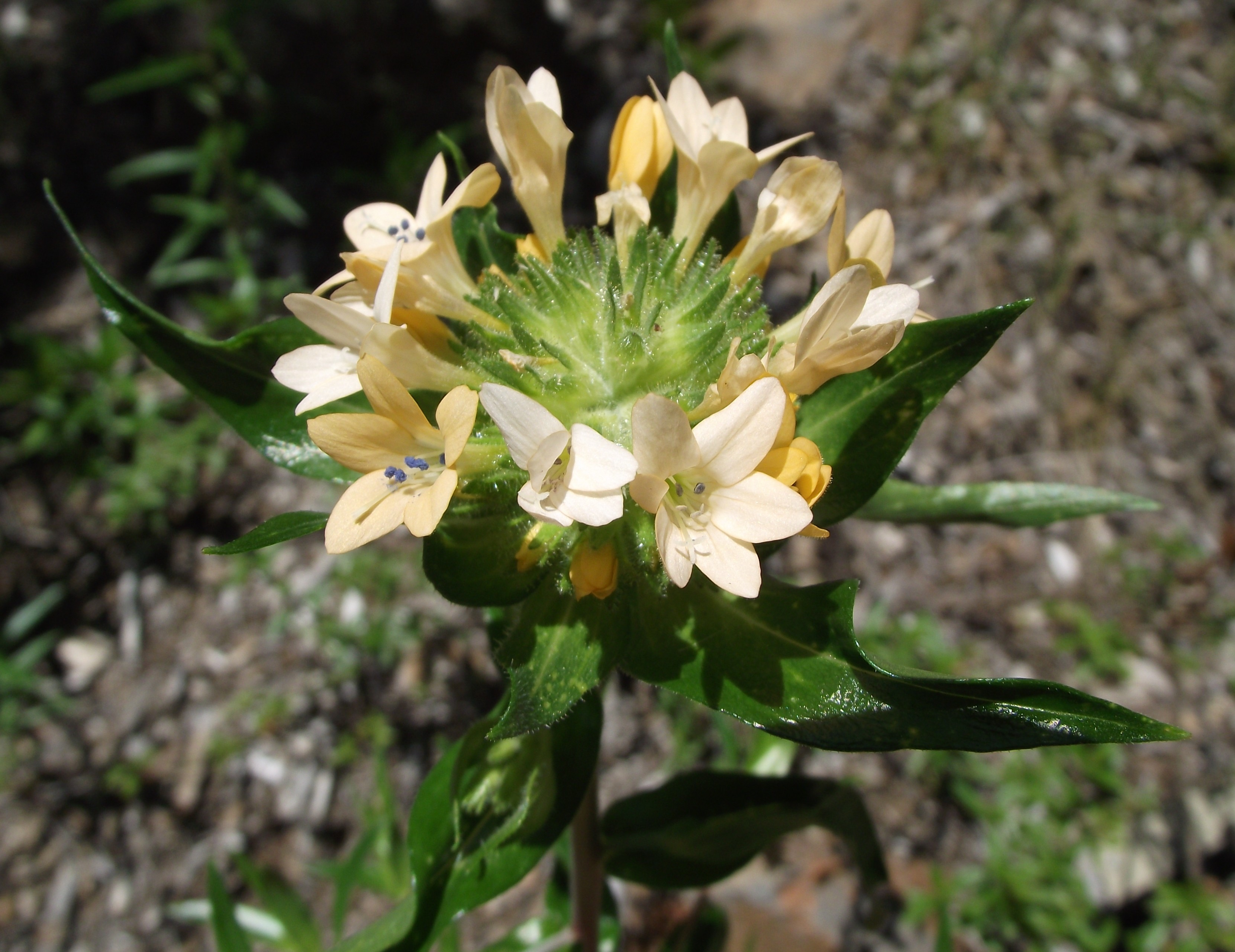